# Historizmi
Historizmi (grč. ἱστορία, historía = povijest, učenje) riječi su koje su nestale iz aktivnoga jezika zato što su nestale pojave, stvari i osobe koje su te riječi označavale. Oni su prešli iz aktivnog leksika u pasivni djelovanjem izvanjezičnih čimbenika. Zbog vlastite povijesne pripadnosti, historizmi većinom nemaju sinonima te su u aktivnome leksiku potrebni u povijesnome kontekstu.

## Vrste historizama
- nekadašnje titule, zvanja, službe, zanimanja:

barun, grof, kmet, vitez, protupisar, pristav
- nekadašnje ustanove

vlastelinstvo, banovina, sudilište
- nekadašnja odjeća i obuća

krinolina, korzet
- nekadašnje valute i novčane jedinice

banica, beč, škuda, filir, dukat
- nekadašnji vojni nazivi

musketa, ulaner
Ako je potrebno, historizmi se mogu vratiti u aktivni leksik i postati oživljenicama zbog nekih društvenih, kulturnih i gospodarskih izvanjezičnih promjena koje zahtijevaju povratak određenih riječi.